# Лобчек
Лобчек (словен. Lobček) — поселення в общині Гросуплє, Осреднєсловенський регіон, Словенія. Висота над рівнем моря: 374,4 м.